# 鹿島港

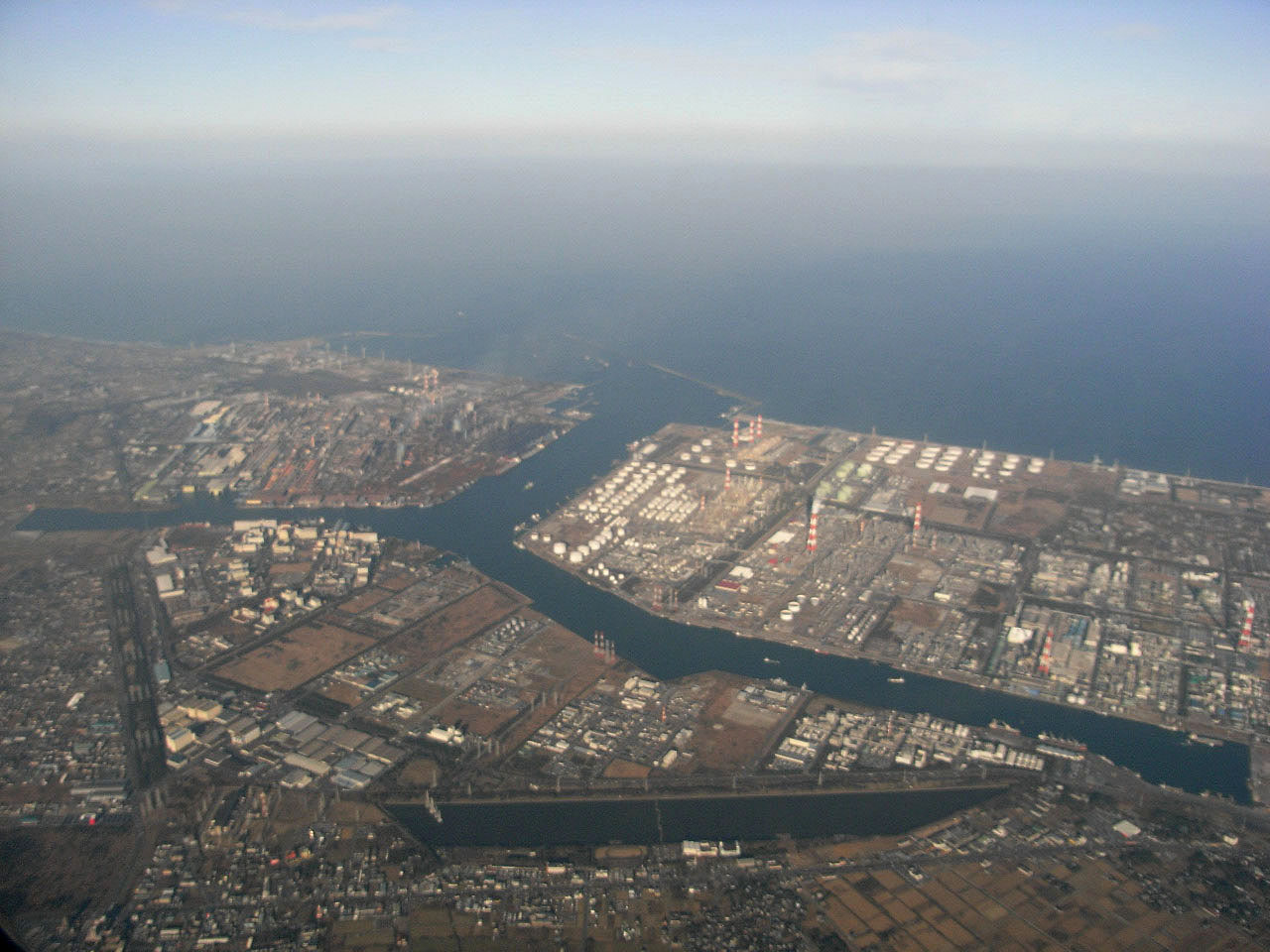
鹿島港空撮

鹿島港（かしまこう）は、茨城県鹿嶋市、神栖市にまたがる北太平洋（鹿島灘・北浦）に面した港湾である。港湾管理者は茨城県。港湾法上の重要港湾、港則法上の特定港に指定されている。

## 概要

鹿島港周辺の空中写真。
2012年2月21日撮影の45枚を合成作成。。

鹿島港は鹿島臨海工業地帯に接する工業港であり、世界から原材料・製品の輸出入量が多い。
鹿島港は、鹿島灘と北浦に挟まれた砂丘を掘り込んで建設された堀込式港湾である。Y字型に掘り込まれ、-10メートルと-7.5メートルの岸壁がある。8バースがある南公共埠頭に加え、北公共埠頭の開発が進められている。
鹿島灘に突き出した南防波堤は全長3,940メートル（計画全長4,800メートル）、中央防波堤は全長675メートル（計画全長900メートル）あり、両防波堤に挟まれた外港部は水深22 - 24メートルある。ここから幅600メートル、水深13 - 19メートル、長さ2.7キロメートルの中央航路が内陸部に延び、さらにY字型に分かれて幅300メートル、長さ3.6キロメートルの南航路と、幅300メートル、長さ2.5キロメートルの北航路が掘り込まれており、岸壁の総延長は17キロメートルにも達し、日本国内最大規模を誇る。
鹿島港魚釣園では海釣りができるほか、土日祝日には遊覧船「ユーリカ号」が運航されている。また、ちょうどYの字の左右に分かれる部分の港公園に展望塔があり、その上から港内を一望できる。
苫小牧港・富山新港・田子の浦港などとともに、前述のように、鹿島港は堀込式港湾の一つとして広く知られる。

## 歴史
鹿島港は、1960年（昭和35年）に東京から80キロメートル圏内に位置する鹿島灘海岸南部に掘込式港湾を中心とした鹿島臨海工業地帯を造成する計画が策定され、1963年（昭和38年）に重要港湾に指定され起工された。旧・運輸省によって建設された鹿島港は砂浜海岸に大型港湾を建設した画期的なプロジェクトで、砂浜海岸にY字型に世界有数の掘込港を建設し、掘り込み際に発生した土砂の一部は海岸線の埋立に使われた。
1965年（昭和40年）に中央水路の掘り込み工事が開始された。中央水路は、江戸時代末期から明治時代初期にかけて造られた掘割川を中心に内陸に向けて掘削され、土砂は南防波堤南側の南浜海浜地区や鹿島港北側の北浜地区、あるいは神之池の埋め立てに利用された。しかし、中央水路掘削により浜道路の県道波崎鹿島線が閉鎖断絶されたことで、それまでの交通に著しい支障をきたした。そこで堀込港湾の南岸（深芝浜）と北岸（居切浜）を連絡する県営の無料の渡し船「息栖丸」が1966年（昭和41年）就航し、更に翌々年には「第2息栖丸」も就航するようになり、1969年（昭和44年）に廃止されるまで運行回数21,506回を数え、鹿島港開発期の交通手段として重要な役割を果たす。
1969年（昭和44年）に三笠宮夫妻、 総理大臣・佐藤栄作を迎えて鹿島港開港式典が行われ、その翌年の1970年（昭和45年）に5万トン級タンカー「大栄丸」が初入港した。その後、港湾施設の整備が重点的に進められ、これに伴い鉄鋼や石油化学関連の取扱いが始まった。1987年（昭和62年）に東関東自動車道潮来ICが開通した。現在は鹿島港の堀込航路を中心に鉄鋼、石油化学、飼料のコンビナート群が形成されている。

### 年表
- 1960年（昭和35年）4月 - 茨城県「鹿島灘沿岸地域総合開発計画（試案）」作成[3]
- 1961年（昭和36年）2月 - 茨城県「鹿島工業地帯造成計画（試案）」作成
- 1961年（昭和36年）4月 - 茨城県鹿島港湾調査事務所、神栖村深芝浜に開設[3]
- 1961年（昭和36年）9月 - 茨城県「鹿島臨海工業地帯造成計画（マスタープラン）」作成[3]
- 1962年（昭和37年）4月 - 鹿島臨海工業地帯開発組合設立、同月16日鹿島事務所開設
- 1962年（昭和37年）5月 - 鹿島港、地方港湾に指定
- 1962年（昭和37年）5月 - 鹿島港試験堤修祓式（総工費7,000万円）
- 1963年（昭和38年）4月 - 鹿島港、重要港湾に指定
- 1963年（昭和38年）4月 - 港湾審議会で鹿島港の港湾計画決定 （港湾審議会第1回計画部会）
- 1963年（昭和38年）11月 - 鹿島港起工式[3]
- 1964年（昭和39年）6月 - 神栖村議会で南水路にかかる神之池埋め立てを全員一致で可決される[3][2]
- 1965年（昭和40年）11月 - 鹿島港中央水路掘り込み工事開始[3]
- 1966年（昭和41年）8月16日 - 堀込工事による海岸陸路遮断の為、「息栖丸」が就航する（1969年廃止）[3]
- 1967年（昭和42年）4月17日 - 神之池公有水面埋立事業認可[4]
- 1968年（昭和43年）11月 - 鹿島港港湾計画変更（20万トン船舶入港へ）、港湾審議会第35回計画部会で決定
- 1969年（昭和44年）1月 - 鹿島港に生産原料の積載船、初入港
- 1969年（昭和44年）6月 - 鹿島港外航舶就航式（ワールドユニオン号）
- 1969年（昭和44年）10月 - 鹿島港、検疫港・出入国港に指定
- 1969年（昭和44年）10月 - 三笠宮夫妻、総理大臣・佐藤栄作を迎えて鹿島港開港記念式典が挙行され、鹿島港が開港する[3]
- 1970年（昭和45年）2月6日 - 5万トンの原油タンカー（大栄丸）が初入港し、鹿島石油鹿島製油所の岸壁に初接岸する[3]
- 1970年（昭和45年）9月26日 - 浚渫土砂の海洋投棄に反対する銚子市の漁民らが海上デモ（台風接近のためデモの場所は鹿島港から銚子港内へ変更）。茨城県庁前でも漁業関係者らが16台のバスで乗り付け抗議運動を行った[5]。
- 1972年（昭和47年）10月 - 25万トンのタンカー（ジャパン・アイリス号）が入港[3]
- 1976年（昭和51年）4月 - 南公共埠頭施設一部完成使用開始
- 1978年（昭和53年）3月2日 - 成田空港への鉄道による航空燃料輸送（暫定輸送）が開始される[6]
- 1981年（昭和56年）10月 - メキシコのラサロカルディス港と姉妹港提携
- 1983年（昭和58年）8月 - 成田空港本格パイプライン稼働開始により、暫定輸送終了。
- 1989年（平成元年）7月 - 南公共埠頭一部供用開始
- 1992年（平成4年）8月 - 南公共埠頭全面供用開始
- 1996年（平成6年）6月 - 北公共埠頭起工
- 2002年（平成14年）11月 - 北公共埠頭一部供用開始
- 2006年（平成18年）2月 - 北公共埠頭多目的国際ターミナル供用開始
- 2011年（平成23年）3月11日 - 東北地方太平洋沖地震発生。強い揺れによる岸壁の損壊、液状化による陥没、津波による浸水や土砂の流入などにより、全ての港湾施設が一時使用不能となる[7]。
- 2013年（平成25年）4月 - 鹿嶋市に建設中だった鹿島港外港公共埠頭全面供用開始。
- 2015年（平成27年）8月6日 - 北公共埠頭と南公共埠頭の岸壁を、海岸法による海岸保全地域に指定[8]。
- 2019年（令和元年） - 船溜南防波堤（試験堤）と居切島は「鹿島港整備関連施設群」として、土木学会選奨土木遺産に選ばれる[9]。
- 2020年（令和2年）9月2日 - 秋田港・能代港・鹿島港・北九州港の４港が、改正港湾法(令和2年2月施行)に基づき、「海洋再生可能エネルギー発電設備等拠点港湾」の初指定を受ける[10]。4港は、洋上風力発電設備の設置及び維持管理の基地港湾となる[10]。

## 主な埠頭

### 北公共埠頭
北航路の末端に位置する茨城県(委託先は鹿島埠頭株式会社)が管理する公共埠頭施設。係留施設は、C岸壁からE岸壁までの-10m岸壁（延長170m）3本を有し、最大1万トン級の船舶を係留できる。荷捌き施設として、9.3ヘクタール (ha) の荷捌き地があり、E岸壁にガントリークレーン（荷役荷重30.5トン）1基を備える。荷役のための保管施設に野積場（11ha）が併設される。

### 南公共埠頭
南航路の末端にある茨城県(委託先は鹿島埠頭株式会社)が管理する公共埠頭施設。係留施設は、A/B岸壁（延長183.2m×2）とG/H岸壁（延長185m×2）までの-10m岸壁4本と、-7.5m岸壁4本（延長130m×4）の計8バースを有し、最大２万2000トン級の船舶を係留できる。荷捌き施設として、5面の荷捌き地（合計約60ha）があり、G岸壁に引込みクレーン式アンローダ（荷役能力400t/h）1基と移動式クローラクレーンなどを備える。荷役のための保管施設に野積場（10ha）を持ち、臨港道路に隣接する。

### 深芝公共埠頭
茨城県が管理する公共埠頭施設。深芝岸壁（-5.5m、延長300m）を持ち、最大3万トン級の船舶3隻を係留できるほか、荷捌き地（0.6ha）を有する。

### 外港公共埠頭
茨城県が管理する公共埠頭施設。A岸壁（-13m、延長280m）を持ち、最大30000トン級の船舶1隻を係留できるほか、荷捌き地野積場（4.5ha）を有する。

### アンモニア埠頭

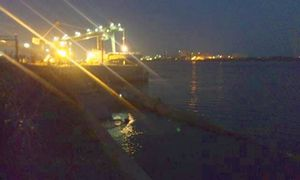
震災により崩落したアンモニア埠頭

2011年3月11日に発生した東日本大震災の影響により、アンモニア埠頭へ通ずる階段は崩落し、アンモニア埠頭の岸壁の大半は海中に沈降した。震災復旧工事が進み、2013年にアンモニア埠頭は復元された。

## 近隣港湾

### 重要港湾
- 茨城港

### 漁港
- 銚子漁港
- 波崎漁港

## アクセス
- 東関東自動車道潮来IC - 最寄りのインターチェンジ

## 特記事項
- 港の南側に伸びる鹿島港南防波堤（通称・南堤）は全長4kmの長さがあり[15]、「釣りの穴場」として人気がある[15]。しかし高波で釣り人が攫われ落水し、2021年（令和3年）までに釣り人72名が死亡している[15][16]。施錠された鉄条網付きゲートで封鎖されているが、一部の釣り人は梯子を持参したり登山用の道具を使用したり鉄条網を破壊するなどして、不法侵入を繰り返している。そのため門も年々強化され、現在のものは高さ3メートルに達しているが[15]、2012年（平成24年）には、鹿嶋警察署により十数人が軽犯罪法違反で摘発されている[15]。